# Détroit de Tsushima
Le détroit de Tsushima (対馬海峡, tsushima kaikyō) est le chenal oriental du détroit de Corée. Il relie la mer du Japon à la mer de Chine orientale en séparant l'archipel principal du Japon de l'île Tsushima, située au  milieu du détroit de Corée.
Le détroit mesure 97 kilomètres de long (longueur de l'île Tsushima) pour 64 kilomètres de large en son point le plus étroit. Il a une profondeur d'environ 90 mètres et est délimité par les îles Tsushima de l'ouest au nord.
Le courant de Tsushima, une branche chaude du Kuroshio (courant du Japon) traverse le détroit. Il contribue à la richesse des ressources halieutiques dans l'est de la mer de Chine et la mer du Japon. Il charrie aussi des espèces nuisibles comme les méduses géantes de Nomura, ainsi que la pollution générée par les pays riverains.